# Tom și Jerry: Willy Wonka și fabrica de ciocolată
Tom și Jerry: Willy Wonka și fabrica de ciocolată (engleză Tom and Jerry: Willy Wonka and the Chocolate Factory) este un film de animație direct-pe-video de comedie, lansat în anul 2017, și avându-i în distribuție pe faimoșii Tom și Jerry. Este al noulea din seria continuă de filme direct-pe-video cu Tom și Jerry.

## Premisă
Tom și Jerry se aleargă în tot orașul în timp ce caută mâncare, până când Jerry dispare împreună cu un grup de copii care merg la Bill's Candy Shop. Proprietarul magazinului le oferă copiilor bomboane gratuite, în timp ce Tom și Jerry își continuă jocurile.
Charlie Bucket, un sărac de hârtie, îl împiedică pe Tom să mănânce pe Jerry și se împrietenește cu ei oferindu-le o pâine. În timp ce Charlie se grăbește acasă la mama lui văduvă și la bunici la pat, Tom și Jerry fură o cutie cu baruri Wonka din magazin. Bunicul Joe îi dezvăluie lui Charlie că Willy Wonka și-a blocat faimoasa fabrică de ciocolată, deoarece alți producători de bomboane , inclusiv rivalul Arthur Slugworth, au trimis spioni să-i fure rețetele. Wonka a dispărut, dar timp de trei ani a reluat vânzarea bomboanelor; originea forței de muncă a lui Wonka este necunoscută. Tom și Jerry ajung la casa lui Charlie cu cutia Wonka Bars, dar Charlie îi convinge pe cei doi că furtul este greșit și ar trebui să returneze cutia.
A doua zi, Wonka anunță că a ascuns cinci "Bilete de Aur" în barurile Wonka. Căutătorii de bilete vor primi un tur al fabricii și o aprovizionare cu ciocolată pe viață. Patru dintre bilete sunt găsite de Augustus Gloop, un băiat lacom; Veruca Salt, o fata rasfatata; Violet Beauregarde, o fată care mestecă gumă; și Mike Teavee, un băiat obsedat de televiziune. Pe măsură ce fiecare câștigător este anunțat la televizor, un bărbat le șoptește. Charlie deschide un bar Wonka, dar nu găsește niciun bilet de aur și își pierde speranța. Ziarele anunță că al cincilea bilet a fost găsit de un milionar din Paraguay pe nume Alberto Minoleta (interpretat de Droopy ).
Tom și Jerry câștigă o monedă de dolari prin reciclarea sticlelor de lapte, dar o pierd într-un jgheab după ce s-au luptat pentru ea. Charlie găsește moneda și o folosește pentru a cumpăra un bar Wonka pentru bunicul Joe. Știrile de la televiziune arată că Minoleta a fost arestat pentru falsificarea biletului; când Charlie deschide barul Wonka, găsește al cincilea bilet de aur. În timp ce se grăbește spre casă, este confruntat cu același om văzut șoptind celorlalți câștigători, care se prezintă ca Slugworth și se oferă să plătească pentru o mostră a celei mai recente creații a lui Wonka, Everlasting Gobstopper.. Charlie se întoarce acasă cu Biletul de Aur și îl alege pe bunicul Joe ca șofer. A doua zi, Tom și Jerry se grăbesc la fabrică cu Biletul de Aur pe care bunicul Joe l-a uitat. Odată ce copiii intră în fabrică, filmul se joacă în aceeași ordine a materialului sursă, cu interjecția ocazională a interacțiunii lui Tom și Jerry cu fabrica.
Odată ce rămân doar Charlie și bunicul Joe, Wonka îi demite fără ciocolata promisă. Un mic stagiar din Oompa-Loompa, numit Tuffy, îl avertizează pe Charlie că Slugworth și Spike au furat un Gobstopper și sunt pe cale să iasă din fabrică. După o luptă în camera Wonkavision, Charlie îl oprește pe Slugworth. După aceasta, Charlie și bunicul Joe se confruntă cu Wonka la sfârșitul turneului. Wonka explică cu răceală că au încălcat contractul furând Fizzy Lifting Drinks și permițându-i lui Tom și Jerry să intre în fabrică și, prin urmare, nu vor primi nimic. Înfuriat de acest lucru, bunicul Joe încearcă să protesteze, dar Wonka le cere supărat pe toți să plece deodată. Bunicul Joe îi propune apoi lui Charlie să-i dea lui Slugworth Gobstopper-ul, dar Charlie îi întoarce bomboanele lui Wonka. Din această cauză, Wonka îl declară pe Charlie câștigător.
Trio și Tuffy (acum Oompa-Loompa oficial) intră în „Wonkavator”, un lift din sticlă multidirecțional care zboară din fabrică. Tom și Jerry îi micșorează pe Wilkinson și Spike pentru necazurile pe care le-au pus de-a lungul zilei și folosesc Fizzy Lifting Drinks pentru a ajunge din urmă cu ceilalți. Zburând peste oraș, Wonka dezvăluie că premiul său real este fabrica; Wonka a creat concursul pentru a găsi un moștenitor demn și Charlie și familia sa se pot muta imediat, inclusiv Tom și Jerry.

## Distribuție vocală
- Spike Brandt în rolul lui Tom , Jerry (ambii necreditați) și Spike
- JP Karliak în rolul lui Willy Wonka
- Jess Harnell în rolul bunicului Joe , proprietarul Bill Candy Shop și dl Beauregarde
- Lincoln Melcher în rolul lui Charlie Bucket
- Mick Wingert în rolul domnului Slugworth / domnului Wilkinson
- Lori Alan în rolul doamnei Teavee
- Jeff Bergman în rolul Droopy , reporter american
- Rachel Butera în rolul lui Augustus Gloop , Winkelmann
- Kate Higgins în rolul doamnei Bucket
- Dallas Lovato în rolul Violet Beauregarde
- Emily O'Brien în rolul Veruca Salt
- Sean Schemmel în rolul domnului Salt, domnului turcentin
- Kath Soucie ca Tuffy
- Jim Ward în rolul Anchorman, reporter german
- Audrey Wasilewski în rolul doamnei Gloop
- Lauren Weisman în rolul lui Mike Teavee

## Legături externe
- Tom și Jerry: Willy Wonka și fabrica de ciocolată la Internet Movie Database

1. ↑  „Tom şi Jerry: Willy Wonka și fabrica de ciocolată”, Internet Movie Database